# Alling Sø
Alling Sø er en lavvandet sø i Midtjylland, Silkeborg Kommune, der ligger i samme dal som Hinge- og Hauge Sø. Den menes at have navn efter Alling Kloster, hvis ruiner ligger ved søens østende. Syd for søen ligger Allingkloster Skov, og syd for den ligger Alling Skovgård.
I søen lever små bestande af ål, gedde, aborre, brasen og skalle.

## Eksterne kilder og henvisninger
- Danmarks Søer, Søerne i Nordjyllands og Viborg Amter, af Thorkild Høy m.fl. ISBN 87-7717-200-0

56°16′1.19″N 9°35′37.1″Ø / 56.2669972°N 9.593639°Ø